# Casa Briet
La casa Briet, situada al carrer Sant Josep número 24 d'Alcoi (l'Alcoià), País Valencià, és un edifici residencial d'estil modernista valencià construït l'any 1910, que va ser projectat per l'arquitecte Timoteo Briet Montaud.
L'edifici és obra de l'arquitecte contestano Timoteo Briet Montaud en 1910, que va ser construir per albergar el seu propi habitatge familiar. De dimensions reduïdes, consta de planta baixa i tres plantes. Destaca la utilització de la pedra, la decoració floral i els detalls ornamentals del moviment modernista Sezession. En la primera planta destaca la balconada amb buit tripartit amb finestrals en els laterals, que cobra protagonisme en el conjunt de la façana.
Anteriorment a la seua construcció, en 1908, el mateix arquitecte va realitzar en el número immediatament contigu a aquest, la casa Sant Josep 26, també d'estil modernista.